# Olite

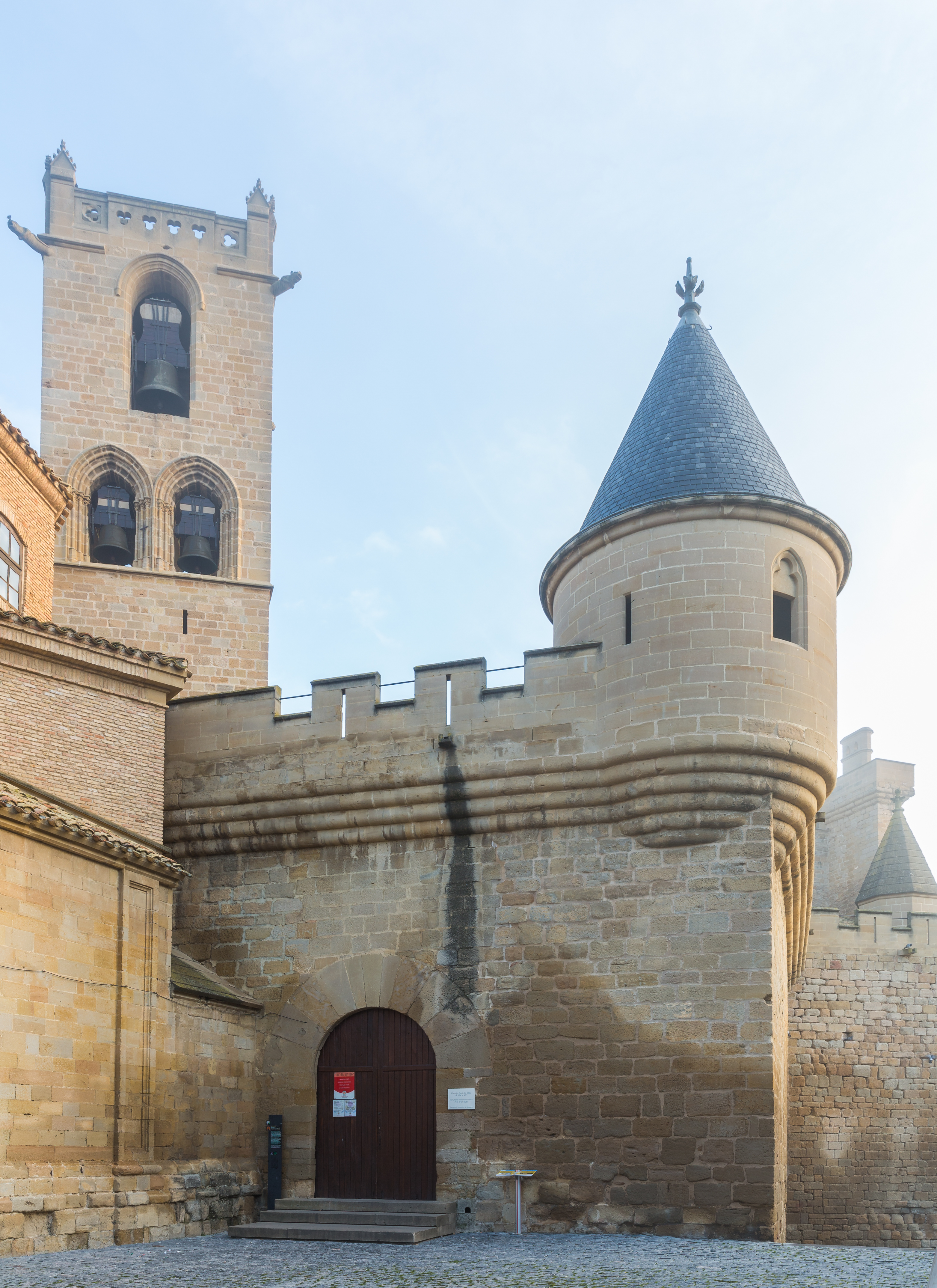
Palazzo Reale di Olite e la chiesa di San Pietro

Olite è un comune spagnolo di 3 607 abitanti situato nella comunità autonoma della Navarra, nel cuore di questa regione al limite fra le montagne e la pianura, su un piccolo colle all'altitudine di 380 m s.l.m. sulla strada che porta da Saragozza a Pamplona da cui dista 42 km. Il suo nome in lingua basca è Erriberri.
È fin dal XV secolo capoluogo di una Merindad che porta il suo nome (Merindad è una circoscrizione amministrativa di origine medievale). 
La sua economia si basa sull'agricoltura, sull'allevamento del bestiame, sui servizi e su alcuni stabilimenti industriali tessili, metalmeccanici ed alimentari, in particolare del vino di cui esistono alcuni enopolii.

## Storia
Importanti resti romani attestano che nell'età imperiale nel I secolo d.C. esistevano un insediamento difeso da una potente cinta muraria ed anche ricche ville romane. Nel medioevo dove erano i resti dell'insediamento romano sorse il borgo di Olite, che secondo un riferimento scritto fu fondato nel 631 dal re visigoto Suintila, che provvide anche a fortificarlo per difenderlo dai popoli baschi che stavano invadendo il territorio dei Pirenei e in seguito vi si installarono.
A partire dal XV secolo Olite divenne la sede favorita dei re di Navarra e Carlo III el Noble e la moglie Eleonora di Trastámara iniziarono nel 1416 la costruzione del fastoso Palacio Real. Carlos III effettuò anche una riorganizzazione amministrativa del regno suddividendolo in cinque Merindades, una delle quali ebbe come capitale Olite. L'esistenza della corte reale a Olite attirò i pellegrini diretti a Santiago di Compostela, molti dei quali deviarono dal percorso prestabilito e si recarono ad Olite dove nel frattempo era sorta la Hospitalería de San Antón ancora oggi esistente, occupata dal monastero delle Clarisse. Negli archivi si trovano documenti testamentari notarili coi quali si disponeva il lascito di somme a chi fosse andato a Santiago e avesse pregato per l'anima del defunto.
Nel 1512 i Re Cattolici conquistarono Olite e la Navarra.  Nella piazza principale di Olite nel 1574 l'alcalde della città, Bertrand de Garriz, si affacciò al balcone del palazzo comunale e annunciò un suo bando alla folla presente parlando in lingua basca (euskera). Il ritrovamento negli archivi di un atto notarile che riportava il fatto fornì ai nazionalisti baschi una prova in più per sostenere il diritto dell'euskera a far parte delle lingue ufficiali di Spagna, dal momento che risultava che nel XVI secolo ad oltre cinquanta anni dalla conquista castigliana la lingua basca era ancora viva, parlata, scritta ed usata anche in documenti ufficiali. 
La lingua basca risale ad un'epoca precedente alle invasioni indoeuropee e nel medioevo rimase isolata dal resto dell'Europa come dialetto rurale parlato soltanto nel nord francese e spagnolo dei Pirenei con forti differenze fra zona e zona e assenza di una propria letteratura. Nell'Ottocento i nazionalisti baschi cercarono di rivitalizzarla, ma di fronte alle difficoltà connesse alle forti differenze dei linguaggi parlati nel territorio, finirono per creare una lingua letteraria mai esistita prima. È una lingua di difficile apprendimento perché aggettivi e sostantivi sono soggetti a declinazioni di ben undici casi con morfologia, lessico e sintassi sono totalmente diversi da qualsiasi altra lingua europea e in particolare delle altre lingue spagnole di derivazione latina (ad esempio il latino basium in italiano è diventato bacio, in castigliano beso, in catalano bes, in galiziano beixo l'equivalente in basco è potak). Nel corso dei secoli successivi al Medioevo il castigliano, chiamato comunemente spagnolo, lingua più diffusa nel mondo fra le lingue neolatine, grazie anche alla politica centralista dei Borboni nel Settecento e a quella liberale nell'Ottocento, aveva praticamente quasi schiacciato le altre lingue riducendole a dialetti. L'avvento della democrazia dopo la fine del regime franchista che aveva accettato nel 1970 il pluralismo linguistico, la Costituzione del 1978 ha riconosciuto carattere ufficiale all'interno delle diverse comunità autonome oltre che al castigliano al catalano e alle sue varianti in uso nella Comunità Valenzana e nelle Baleari, al galiziano e al basco. Nelle scuole viene insegnato generalmente il bilinguismo: castigliano e lingua della propria Comunità autonoma.
Nel 1885 Olite uscì indenne dalla grave epidemia di colera che colpì la Navarra e il popolo attribuì questo accadimento favorevole alle preghiere che erano state rivolte dalla Comunità davanti all'immagine dell'Immacolata Concezione che da allora venne chiamata Virgen del Colera e si celebra il 26 agosto di ogni anno una festa in suo onore.
Nel 1900 si costituì in Olite la prima cooperativa agricola della Navarra, terza in Spagna, che permise una più moderna e razionale utilizzazione dell'agricoltura e del commercio dei prodotti agricoli. Si iniziò anche una diversificazione dell'economia installando nel comune alcune fabbriche industriali per la produzione di tessuti, di parti per autoveicoli e agroalimentari.

## Monumenti e luoghi d'interesse

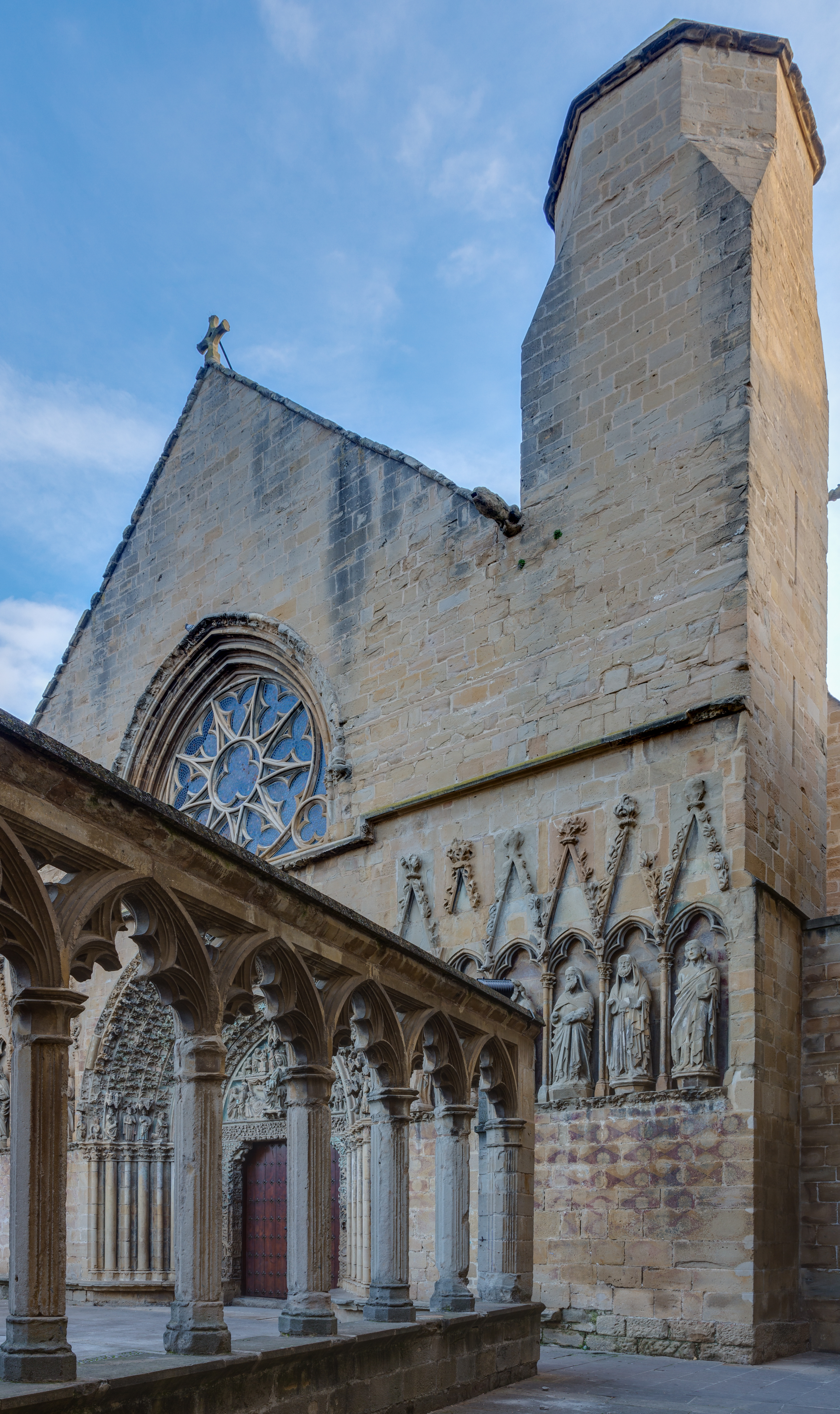
Chiesa di Santa María la Real

- Palacio de los Reyes de Navarra (in basco Oliteko Gatzelua) capolavoro dell'architettura civile gotica del XV secolo, vasto complesso edilizio in origine praesidium romano, costruito da Carlo III e da sua moglie Eleonora e abitato dai reali di Navarra fino alla conquista castigliana nel 1512. Circondato da mura armate da 15 torri, al suo interno fastoso si trovano giardini pensili, decori di azulejos, soffitti policromi.
- Murallas la cinta muraria della città composta in parte da mura romane e in parte da mura medievali, se ne conservano notevoli resti.
- Palacio Viejo o de Los Teoboldos fortezza già dell'antico recinto murario romano.

Torre del Chapitel detta anche del Reloj per l'orologio che vi si è posto successivamente alla sua costruzione risalente al XV secolo. 
- Ayuntamiento del 1947-50.
- Galerias medievales subterraneas del XIV secolo annesse al palazzo reale, forse costruite sul fossato dell'antico castello, oggi sono in parte utilizzate dall'ufficio turistico.
- Casa-Palacio del marqués de la Rada del XV secolo.
- Iglesia de Santa Maria la Real chiesa gotica del XIII secolo modificata nel XVIII.
- Iglesia de San Pedro del XII secolo modificata nel XVIII con torre gotica del Duecento.
- Monasterio de San Francisco medievale modificato nel XVIII secolo fu la Hospitalería de San Antón che ospitò pellegrini di Santiago ed oggi è un convento di Clarisse.
- Museo del vino.
- Bodegas cooperativas sono cantine di produzione del vino locale visitabili e dove si possono gustare assaggi dei vini prodotti. Si tratta di vini bianchi, rossi o rosati da consumarsi giovani. Il marchio è Viña Juguera.

## Dintorni
- A 7 km Tafalla
- A 21 km il Monasterio de Oliva, culla dei Cistercensi in Spagna, fondato nel 1140 e finito di costruire nel 1198, fu uno dei più potenti e ricchi della penisola iberica. La chiesa gotica ha l'abside romanica, romanica è anche la grandiosa Sala capitolare, il chiostro è del XV secolo
- Nelle vicinanze il tavoliere carsico completamente deserto delle Bardenas Reales e il paese di Caparroso chiuso entro una cinta di mura medievali.

## Feste
- Romería a la ermita de Santa Brigida il sabato più prossimo al 22 maggio. È diventata col tempo una delle maggiori feste olitensi con comida e bevute di vino dopo i riti religiosi e verbenas, (veglie notturne passate fra musica canti e danze).
- Romeria a Ujué il 25 aprile, dopo i riti religiosi si mangia e si beve in compagni all'aperto facendo festa. Alcuni pellegrini compiono a piedi il tragitto piuttosto lungo portando croci di legno infiorate.
- Festividad de san Pedro il 29 agosto e quelle della Asunción del 15 agosto, della Virgen del Colera il 26 agosto.
- Fiestas medievales il 27, 28, 29 agosto quando il nucleo antico si trasforma in una città medievale con le vie occupate da artigiani che mostrano mestieri antichi e vendono i loro prodotti, animazione medievale, giocolieri, arcieri, maghi, inquisitori, rappresentazioni della corte di Navarra con pranzi e cene medievali.
- Fiesta de Vendimia in settembre.
- Fiestas Patronales nei vari quartieri e frazioni comunali in giorni diversi dal 13 al 19 di settembre.
- Rey de la Faba il 5 gennaio con festa di bambini viene eletto il bambino re della fiaba e gli si fanno indossare vesti regali.
- Carnavales con feste pubbliche e sfilate di maschere e carri carnevaleschi, danze antiche e sfilate per le vie cittadine dei Gigantes, fantocci giganteschi di cartapesta mossi da persone nascoste al loro interno e rappresentanti personaggi famosi come il re e la regina di Navarra ed altri.

## Comuni confinanti
- Bardenas Reales